# Цумґаліт
Цумґаліт — дуже рідкісний мінерал із мінерального класу «оксиди та гідроксиди». Він кристалізується в кубічній кристалічній системі з хімічним складом GaO(OH) і, таким чином, хімічно є гідроксид-оксидом галію.
Цумґаліт утворює тонкопластинчасті слюдоподібні агрегати з кристалів розміром до 40×40 мкм та товщиною від 0,5 до 1 мкм, які знаходять у порожнинах руд, багатих на германіт та теннантит, із включеннями ґаліту. Супутніми мінералами є зонгеїт, багатий на цинк сидерит, халькозин і кварц.

## Етимологія та історія
Цумґаліт був виявлений на зразку мінералу, зібраному колишнім геологом копальні Цумеб і головним мінералогом компанії Tsumeb Corporation Limited Бруно Херрманом Гаєром (1902—1987) у другій зоні окиснення копальні Цумеб на початку 1960-х.
Визнаний Міжнародною мінералогічною асоціацією (IMA) у червні 2002 р. і описаний як цумґаліт у 2003 р. Мінерал названо на честь Цумеба або копальні «Цумеб» та його головного компонента галію. Цумґаліт, таким чином, є п'ятим мінералом після цумебіта, арсенцумебіта, цумкорита та плюмбоцуміта, назва якого посилається на Цумеб або копальню «Цумеб».
Типовий зразок мінералу зберігається в Мінералогічному музеї Гамбурзького університету в Німеччині (голотип, колекція № MMHH TS 509, у сейфі музею).

## Хімічний склад
Цумґаліт за даними досліджень хімчного складу має загальну формулу (Ga0,86Fe3+0,05Ge0,04Si0,02Zn0,01)Σ0,98O1,00(OH)1,00, яка ідеалізована до GaO(OH). Зі вмістом Ga2O3 91,23 % мінерал міг би стати надзвичайно багатою галієвою рудою, але через свою надзвичайну рідкісність цікавить лише колекціонерів мінералів.